# Diego de Ágreda y Vargas
Diego de Ágreda y Vargas (Madrid, 1591? - Madrid 1639), és un escriptor i militar espanyol del Segle d'Or.
Fill del conseller de Castella, Alonso de Ágreda, el 1640 era capità d'infanteria. Felipe IV li va concedir un hàbit de Santiago. Va ser un apassionat admirador de Lope de Vega i va traduir des de la versió toscana de L. Dolce una novel·la bizantina, Los amores de Leucipa y Clitofonte d'Aquil·les Tacio, amb el títol Los más fieles amantes Leucipe y clitofonte: historia griega por Aguila Tasio Alexandrino; traduzida, censurada y parte compuesta por Don Diego Agreda y Vargas (Madrid: Juan de la Cuesta, 1617). Va escriure novel·les cortesanes que va reunir en Novelas morales, útiles por sus documentos (València, 1620). Aquestes van ser traduïdes al francès per Badouin el 1621; també va escriure Lugares comunes de letras humanas: contiene las historias, fabulas, provincias, ciudades... conocidos del mundo traduzido de toscano en castellano por don Diego Agreda (Madrid: Vídua d'Alonso Martín, 1616; es va reimprimir en 1639).